# Батчер, Финн
Финн Батчер (англ. Finn Butcher; род. 1995, Данидин) — новозеландский байдарочник-слаломист. Олимпийский чемпион летних Олимпийских игр 2024 года в дисциплине байдарка-кросс. Призёр чемпионата мира 2021 года.

## Биография
Батчер родился 17 марта 1995 года в Данидине в Новой Зеландии. Вырос в Александре. Учился в средней школе Данстана.
Бутчер два года изучал промышленный дизайн в Университете Отаго. В 2016 году он переехал в Окленд. Затем он поступил на заочное обучение в Университет Мэсси и получил степень бакалавра в области спорта и физических упражнений.

## Спортивная карьера
На чемпионате мира 2018 года по гребле на байдарках и каноэ среди юниоров и юниорок Батчер занял четвёртое место.
В Братиславе, на чемпионате мира 2021 года, новозеландец завоевал серебряную медаль в гребле на байдарках в кроссе, уступив золото Джо Кларку.
На Олимпийские игры в Токио Финн отправился в качестве запасного на соревнования по байдаркам в слаломе. Участие в Играх не принимал.
На летних Олимпийских играх 2024 года Финн завоевал золотую олимпийскую медаль в соревнованиях байдарочников в кроссе, став первым олимпийским чемпионом в этой дисциплине.